# Prowincja Sakon Nakhon
Sakon Nakhon (taj. สกลนคร) – jedną z prowincji (changwat) Tajlandii. Sąsiaduje z prowincjami Nong Khai, Nakhon Phanom, Mukdahan, Kalasin i Udon Thani.